# Feliks Wawrzon
Feliks Wawrzon (ur. 14 stycznia 1955 w Tarnowie) – polski lekkoatleta, średniodystansowiec, medalista mistrzostw Polski, reprezentant kraju.

## Kariera sportowa
Był zawodnikiem Tarnovii i Legii Warszawa.
Reprezentował Polskę na mistrzostwach Europy juniorów w 1973, zajmując 6. miejsce w biegu na 800 metrów, z wynikiem 1:49,71, halowych mistrzostwach Europy w 1977, gdzie odpadł w półfinale biegu na 800 m, z czasem 1:53,1 oraz w półfinale zawodów Pucharu Europy w 1979, gdzie w biegu na 800 m zajął 5. miejsce, z czasem 1:50,5. W latach 1977–1979 wystąpił łącznie w sześciu meczach międzypaństwowych (bez zwycięstw indywidualnych).
W 1977 został halowym mistrzem Polski w biegu na 800 m, a na mistrzostwach Polski na otwartym stadionie został w tej samej konkurencji brązowym medalistą.
W 1973 pięciokrotnie z rzędu poprawił rekord Polski juniorów (U-18) w biegu na 800 m (od 1:51,2 do 1:49,7 na mistrzostwach Europy juniorów), w 1974 poprawił w tej samej konkurencji rekord Polski w kategorii U-19, wynikiem 1:49,2.
Po zakończeniu kariery sportowej był działaczem i trenerem sportu niepełnosprawnych, m.in. prezesem Zrzeszenia Sportowego Start w Tarnowie.
Rekord życiowy w biegu na 800 m: 1:46,8 (19.06.1977).